# Frutal
Frutal é um município brasileiro do interior do estado de Minas Gerais, Região Sudeste do país. Sua população, segundo a recenseamento do Instituto Brasileiro de Geografia e Estatística em 2022, sua população era de 58 588 habitantes.  Localiza-se na microrregião de mesmo nome. A cidade é grande produtora de abacaxi, cana, grãos, além de ser um dos polos em educação do estado.
A espécie de peixe Trichomycterus coelhorum, descoberta no Triângulo Mineiro (bacia do Rio Uberaba), foi batizada em homenagem a frutalenses da família Coelho.  

## História
O nome Frutal é derivado de sua história devido ao tempo de sua fundação, ter riachos cheios de jabuticabas (frutas). Daí a origem de seu nome "Frutal".

## Geografia
Localiza-se na Mesorregião do Triângulo Mineiro.
Considerada uma cidade média pequena sua área total é de 2.426,965 km² e a densidade demográfica é de 24,01 hab/km². 

### Limites
- Comendador Gomes - Minas Gerais Norte
- Campo Florido - Minas Gerais Nordeste
- Pirajuba Minas Gerais e Planura Minas Gerais Leste
- Colômbia São Paulo e Barretos  Sudeste
- Guaraci (São Paulo) e Fronteira Minas Gerais Sul
- Orindiúva e Paulo de Faria São Paulo Sudoeste
- Itapagipe Minas Gerais Noroeste.

### Hidrografia
- Ribeirão Frutal[9]
- Bacia Hidrográfica do Rio Grande

### Clima
Segundo dados do Instituto Nacional de Meteorologia (INMET), referentes ao período de 1931 a 1984 e de 1991 a 2013, a menor temperatura registrada em Frutal foi de −1 °C em 6 de julho de 1942 e a maior atingiu 41,3 °C em 30 de outubro de 2012. O maior acumulado de precipitação em 24 horas foi de 164 milímetros (mm) em 27 de dezembro de 1982.
| Dados climatológicos para Frutal                                                                                             | Dados climatológicos para Frutal | Dados climatológicos para Frutal | Dados climatológicos para Frutal | Dados climatológicos para Frutal | Dados climatológicos para Frutal | Dados climatológicos para Frutal | Dados climatológicos para Frutal | Dados climatológicos para Frutal | Dados climatológicos para Frutal | Dados climatológicos para Frutal | Dados climatológicos para Frutal | Dados climatológicos para Frutal | Dados climatológicos para Frutal |
| Mês | Jan                              | Fev                              | Mar                              | Abr                              | Mai                              | Jun                              | Jul                              | Ago                              | Set                              | Out                              | Nov                              | Dez                              | Ano                              |
| --- | -------------------------------- | -------------------------------- | -------------------------------- | -------------------------------- | -------------------------------- | -------------------------------- | -------------------------------- | -------------------------------- | -------------------------------- | -------------------------------- | -------------------------------- | -------------------------------- | -------------------------------- |
| Temperatura máxima recorde (°C)                                                                                              | 39,4                             | 39,4                             | 38                               | 37,5                             | 34,9                             | 34,7                             | 35,3                             | 38,4                             | 40,6                             | 41,3                             | 40,4                             | 39,8                             | 41,3                             |
| Temperatura máxima média (°C)                                                                                                | 31,2                             | 31,8                             | 31,5                             | 31,5                             | 29                               | 29                               | 29,4                             | 31,7                             | 32,3                             | 33,1                             | 32                               | 31,4                             | 31,2                             |
| Temperatura média compensada (°C)                                                                                            | 25,6                             | 25,8                             | 25,5                             | 24,8                             | 22                               | 21,3                             | 21,4                             | 23,5                             | 24,9                             | 26,1                             | 25,8                             | 25,6                             | 24,4                             |
| Temperatura mínima média (°C)                                                                                                | 21,6                             | 21,5                             | 21,2                             | 19,7                             | 16,6                             | 15,4                             | 15,3                             | 16,9                             | 19,1                             | 20,7                             | 21                               | 21,5                             | 19,2                             |
| Temperatura mínima recorde (°C)                                                                                              | 14,6                             | 13                               | 10,4                             | 6,2                              | 3,4                              | 0                                | −1                               | 1,4                              | 7,6                              | 9                                | 12,2                             | 13,4                             | −1                               |
| Precipitação (mm) | 325,1                            | 209,8                            | 209,8                            | 78,7                             | 38,6                             | 20                               | 9,4                              | 16,3                             | 65,4                             | 110                              | 157,8                            | 232,6                            | 1 473,5                          |
| Dias com precipitação (≥ 1 mm)                                                                                               | 18                               | 14                               | 13                               | 6                                | 4                                | 2                                | 1                                | 2                                | 5                                | 8                                | 11                               | 16                               | 100                              |
| Umidade relativa compensada (%)                                                                                              | 78,6                             | 76                               | 76                               | 69,1                             | 76,9                             | 64,4                             | 58,8                             | 52,4                             | 57,4                             | 62,3                             | 69                               | 76,5                             | 67,4                             |
| Insolação (h) | -                                | 184,8                            | 215,4                            | 236,4                            | 236                              | 250,1                            | 256,7                            | 268                              | 217,4                            | 215,9                            | 203,7                            | 182,9                            | -                                |
| Fonte: INMET (normal climatológica de 1981-2010; recordes de temperatura: 01/01/1931 a 31/12/1984 e 01/01/1991 a 30/04/2013) |                                  |                                  |                                  |                                  |                                  |                                  |                                  |                                  |                                  |                                  |                                  |                                  |                                  |

## Economia
A base econômica é a agropecuária e a cana-de-açúcar. Também se destaca na produção de abacaxi (terceira maior produtora do país), grãos (em especial soja e milho) e na pecuária leiteira.

## Administração
- Prefeito: Bruno Augusto de Jesus Ferreira  (2025/2028) [2]
- Vice-Prefeito: Jerry Silva
- Presidente da Câmara de Vereadores: Sebastião Custódio Couto Junior (2023/2024)
- Vice-Presidente da Câmara de Vereadores: Gislene Maria da Silva (2023/2024)